# أليكس دوبكين
أليكس دوبكين (بالإنجليزية: Alix Dobkin) هي كاتبة أغاني ومغنية ومغنية مؤلفة وملحنة أمريكية، ولدت في 16 أغسطس 1940 في الولايات المتحدة.

## وصلات خارجية
- الموقع الرسمي
- أليكس دوبكين على موقع ميوزك برينز (الإنجليزية)
- أليكس دوبكين على موقع ديسكوغز (الإنجليزية)